# 合衆国法典
合衆国法典（がっしゅうこくほうてん、United States Code, U.S.C.）は、アメリカ合衆国の連邦法律のうち一般的かつ恒久的なものを主題別に集めた公式法令集。

## 概要
米国の制定法 (Statute) は、法令速報、会期別法令集、主題別法令集の3パターンで出版されるが、合衆国法典は、合衆国政府印刷局 (U.S. Government Printing Office) が発行する連邦法律についての公式の主題別法令集である。
最初に合衆国法典が発行されたのは1926年であるが、1874年に1873年12月1日までの法律を収録した第1回改訂版、1878年に第2回改訂版が発行され、全てのパブリック・ロー（"public law"。特定の個人や団体、地域のみを対象としない法律）と効力のある連邦法律を74編に分類・配列して発行された公式主題別判例集の「Revised Statutes」を整理改良したものである。
合衆国法典に注釈を付けた非公式の主題別法令集がWEST社やLawyers Coop社ら民間業者から発行されているが、こちらは司法長官の意見、行政規則、各種2次資料、立法史についてのリファレンスが付けられていて便利であることから、一般の法学学習者や法曹が利用している。
一般に合衆国法典は、法律そのものではなく、法律の一応の証拠としての価値しかないとされており、厳密には会期別法令集（"United States Statutes at Large"）を参照しなければならないとされている。
このような不便を解消するため、合衆国法典そのものを法律とすることが推進されている。これは"positive law codification"と呼ばれており、現在27の編がこれに該当している。

## 法典の構成
合衆国法典は連邦議会で成立した連邦法律を主題別に分類し、検索を容易にしたものである。個々の法律はまず分野別に分類される。この分類は編 (title) と呼ばれ、1から番号が付されている。たとえば、倒産に関する法律は第11編に、著作権に関する法律は第17編に、公衆衛生と社会福祉に関する法律は第42編に分類される。第34編「海軍」は第10編「軍隊」に統合されたため、現在用いられていない。複数の分野に当たる法律は、複数の編に重複して分類されることがある。
編の下に章 (chapter) や条 (section) がある。個々の法律を合衆国法典で表す場合、通常「X編 U.S.C. Y条」の形式をとる。例えば、障害を持つアメリカ人法第1条は第42編（公衆衛生と社会福祉）第126章（障害者機会均等）第12101条に収録されているので「合衆国法典第42編第12101条 42 U.S.C. § 12101」、同法第401条は第47編（電信）第5章（有線・無線通信）第225条に収録されているので「合衆国法典第47編第225条 47 U.S.C. § 225」と表される。

### 編 (title)
- 1: 総則 (General Provisions)（英語版）
- 2: 議会 (The Congress)（英語版）
- 3: 大統領 (The President)（英語版）
- 4: 旗・紋章、ワシントンDC、州 (Flag and Seal, Seat of Government, and the States)（英語版）
- 5: 政府組織及び職員 (Government Organization and Employees)（英語版）
- 6: 保証証券 (Surety Bonds), 国内治安 (Domestic Security)（英語版）：保証証券編については、1947年廃止。
- 7: 農業 (Agriculture)（英語版）
- 8: 外国人及び国籍 (Aliens and Nationality)（英語版）
- 9: 仲裁 (Arbitration)（英語版）
- 10: 軍隊 (Armed Forces)
- 11: 破産 (Bankruptcy)
- 12: 銀行及び銀行業 (Banks and Banking)（英語版）
- 13: 国勢調査 (Census)（英語版）
- 14: 沿岸警備隊 (Coast Guard)
- 15: 商業及び貿易 (Commerce and Trade)（英語版）
- 16: 保全 (Conservation)（英語版）
- 17: 著作権 (Copyrights)
- 18: 犯罪及び刑事手続き (Crimes and Criminal Procedure)（英語版）
- 19: 関税 (Customs Duties)（英語版）
- 20: 教育 (Education)（英語版）
- 21: 食品及び薬品 (Food and Drugs)（英語版）
- 22: 国外関係及び通商 (Foreign Relations and Intercourse)（英語版）
- 23: ハイウェイ (Highways)（英語版）
- 24: 病院及び精神病院 (Hospitals and Asylums)（英語版）
- 25: インディアン (Indians)（英語版）
- 26: 内国歳入 (Internal Revenue Code)（英語版）
- 27: 酒類 (Intoxicating Liquors)（英語版）
- 28: 司法及び司法手続き (Judiciary and Judicial Procedure)（英語版）
- 29: 労務 (Labor)（英語版）
- 30: 鉱物資源及び鉱業 (Mineral Lands and Mining)（英語版）
- 31: 資金及び財政 (Money and Finance)（英語版）
- 32: 州兵 (National Guard)（英語版）
- 33: 可航水域 (Navigation and Navigable Waters)（英語版）
- 34: 海軍 (Navy)（英語版）：1956年廃止。10編に統合
- 35: 特許 (Patents)（英語版）
- 36: 愛国的団体及び式典 (Patriotic Societies and Observances)（英語版）
- 37: 武官組織の給与及び手当 (Pay and Allowances of the Uniformed Services)（英語版）
- 38: 退役軍人給付 (Veterans' Benefits)（英語版）
- 39: 郵便 (Postal Service)（英語版）
- 40: 国有建築・資産・作品 (Public Buildings, Properties, and Works)（英語版）
- 41: 公共契約 (Public Contracts)（英語版）
- 42: 公衆衛生及び社会福祉 (The Public Health and Welfare)（英語版）
- 43: 公有地 (Public Lands)（英語版）
- 44: 政府刊行物及び公文書 (Public Printing and Documents)（英語版）
- 45: 鉄道 (Railroads)（英語版）
- 46: 船舶 (Shipping)（英語版）
- 47: 電信 (Telecommunications)（英語版）
- 48: 領土及び島嶼領域 (Territories and Insular Possessions)（英語版）
- 49: 交通 (Transportation)（英語版）
- 50: 戦争及び国防 (War and National Defense)（英語版）
- 51: 国家及び商業宇宙計画 (National and Commercial Space Programs)（英語版）
- 52: 投票及び選挙 (Voting and Elections)（英語版）
- 54: 国立公園サービス及び関連計画 (National Park Service and Related Programs)（英語版）